# الواجهات ذات الغلاف المزدوج
'الواجهات ذات الغلاف المزدوج هو نظام يتكون من غلافين وضعا بطريقة تسمح بتدفق الهواء في تجويف وسطي. وتهوية هذا التجويف قد تكون طبيعية، معتمدة على مراوح أو ميكانيكية. وبصرف النظر عن نوع التهوية داخل تجويف، فان المنشأ والمقصد من الهواء قد يختلف في معظم الأحيان تبعا للظروف المناخية، ودواعي الاستخدام، ومكان الاستخدام، وساعات استخدام المبنى، واستراتيجية التكييف. ومن الأممكن استعمال غلاف يتكون من وحدات زجاجية منفردة، أو مزدوجة بمسافة فاصلة تتراوح بين 20 سم إلى 2 متر. ويستخدم هذا النظام في كثير من الأحيان لأسباب عدة منها الحماية واستخلاص الحرارة خلال فترة التبريد، ويتم وضع أجهزة للتظليل الشمسي داخل التجويف.

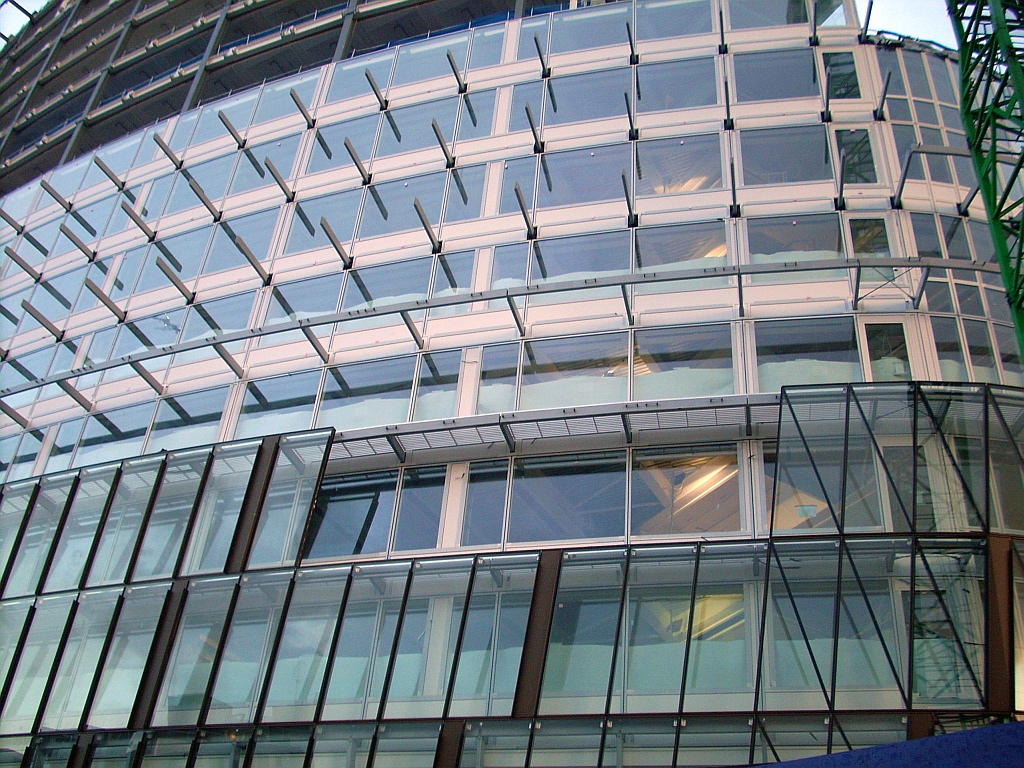
Co op مبنى

## التاريخ
تم استكشاف مفهوم واجهة الغلاف المزدوج ألأساسي لأول مرة واختبارها من قبل المهندس المعماري الفرنسي السويسري لو كوربوزييه في أوائل القرن العشرين. وفكرته التي اسماها "MUR neutralisant" وتعني (جدار التحييد)، وانطوت حول إدخال أنابيب التدفئة / التبريد بين طبقات واسعة من الزجاج. وقد استخدم هذا النظام في فيلا، سويسرا، 1916)، واقترح هذا النظام لعدة مشاريع أخرى، بما في ذلك مسابقة عصبة الأمم (1927)، بناء (موسكو، 1928-1933)، و (باريس، 1930)، وأبلغ المهندسين الأميركيين الذين قاموا بدراسة النظام في عام 1930 لوكوربوزييه بأن هذا النظام يستخدم طاقة أكثر بكثير من نظام الهواء التقليدي، ولكن هارفي بريان استخلص في وقت لاحق بأن فكرة لو كوربوزييه لديها ميزة إذا شملت التسخين الشمسي.
وهناك تجربة أخرى مبكرة في1937 بمنزل ألفرد لوميس قام بتنفيذها المهندس المعماري William Lescaze في حديقة توكسيدو في نيويورك. وشمل هذا البيت «غلاف مزدوج مزخرف» يحتوي على فراغ هوائي بعمق قدمين مكيف من قبل نظام مستقل من المنزل نفسه حيث كان الهدف الحفاظ على مستويات الرطوبة العالية في الداخل. ومن الأمثلة الحديثة الأولى التي تم بناؤها هي بناء شركة "Occidental Chemical" (شلالات نياغارا، نيويورك، 1980) بتصميم Cannon Design. وهذا المبنى على شكل مكعب من الزجاج، ويحتوي على تجويف بعمق 4 أقدام بين طبقات الزجاج لرفع حرارة الجو في فصل الشتاء.
و تم مؤخرا تصاعد تصميم المباني ذات الكفاءة مصلحة في هذا المفهوم. وحيث أنه تم استخدام نقاط مكافآت USGBC من أجل الحد من استهلاك الطاقة مقابل حالة قاعدة لتحسين أداء الطاقة في المباني.

## أمثلة

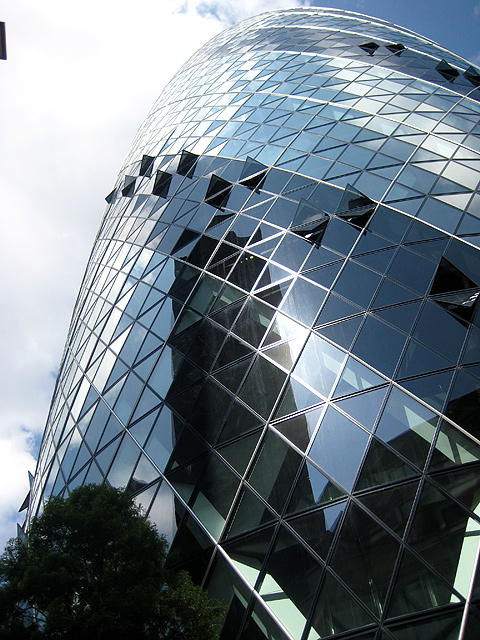
30 St Mary Axe

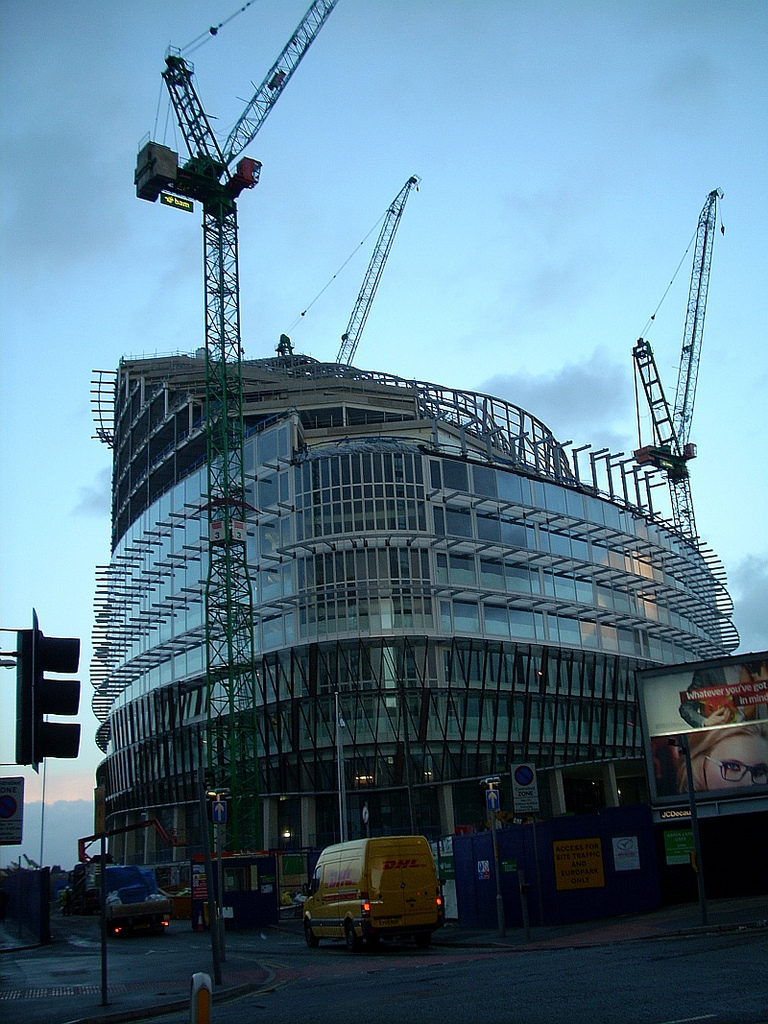
Co-op Building construction 7 Dec 2011

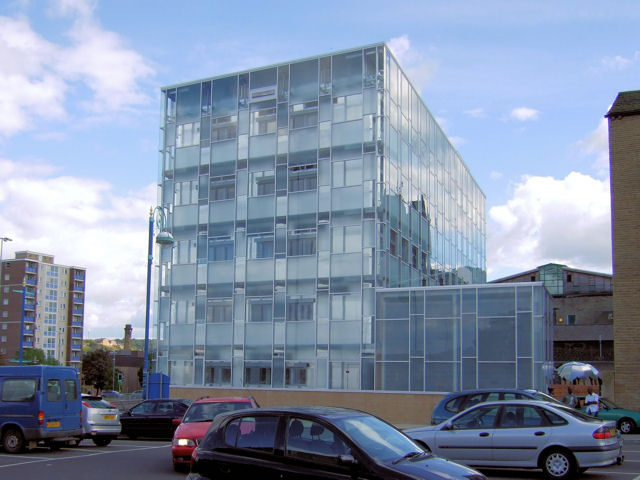
The Media Centre, Friendly Street

و من ألامثلة الملحوظة على المباني التي تستخدم نظام الغلاف المزدوج " 30 st MaryAxe" (المعروف أيضا بالاسم The Gerkin) و 1 Angel Square.. حيث يمتلك كل من هذه المباني أوراق اعتماد بيئي كثيرة نسبة لحجمها مع فوائد وجود الغلاف المزدوج. ويحتوي The Gerkin على نوافذ مثلثة على الغلاف الخارجي الذي يمتد على ارتفاع ناطحة السحاب، وتفتح هذه النوافذ وفقا للطقس وبيانات المبنى مما يسمح للهواء بالعبور والقيام بعمليات التهوية.

## التفاصيل الفنية
من الممكن أن تكون التهوية للفراغ بين الغلافين طبيعية أو ميكانيكية. وفي المناخات الباردة يمكن الحصول على الطاقة الشمسية المختزنة داخل هذا الفراغ لمقابلة احتياجات التدفئة، بينما في المناخات الحارة يمكن تنفيس الفراغ إلى خارج المبنى للتخفيف من الحصول على الطاقة الشمسية وتقليل أحمال التبريد. في كل حالة فإن الافتراض هو أنه يمكن تحقيق قيمة أعلى من العزل باستخدام هذا التركيب مقارنة بواجهات الزجاج التقليدية. وأظهرت الدراسات الحديثة أنه من الممكن تحسين استهلاك الطاقة في مبنى يحتوي على واجهة مزدوجة الغلاف على حد سواء في المواسم الباردة والدافئة أو في الأجواء الباردة والحارة عن طريق الاستفادة المثلى من إستراتيجية التهوية في الواجهة.

## الانتقادات
مزايا الواجهات ذات الغلاف المزدوج الأفضل من الواجهات الاحادية التقليدية ليست واضحة المعالم، ويمكن الحصول على قيم عزل مماثلة باستخدام اساليب الأداء العالية التقليدية، وذلك عن طريق استخام النوافذ المطلية بمادة عازلة. ويقلل التجويف بين الغلافين من المساحة القابلة للاستخدام، واعتمادا على إستراتيجية تهوية التجويف فقد تظهر مشاكل متعلقة بالتكثف فيتسخ أو يدخل الضجيج الخارجي، ومن الممكن أن يعمل بناء الغلاف الثاني على زيادة كبيرة في تكاليف المواد والتصميم.
تكون نمذجة طاقة المباني للواجهات ذات الغلاف المزدوج أكثر صعوبة بسبب اختلاف خصائص نقل الحرارة داخل التجويف مما يجعل نمذجة أداء الطاقة وتوقعات حجم كمية الحرارة المحفوظة أمر غير مؤكد.

## مزيد من المعلومات عن الواجهات ذات الغلاف المزدوج
تم إعداد مراجع كتابية الأدب حول الواجهات ذات الغلاف المزدوج بواسطة بويرازيس هاريس في عام 2004، وكان الهدف الرئيسي من التقرير هو وصف لمفهوم الواجهات ذات الغلاف المزدوج بناء على مصادر مختلفة من الكتب. يغطي المسح الأدبي وصفا موجزا للمفهوم والتاريخ والأنواع والتصنيفات المشتركة للواجهات ذات الغلاف المزدوج. تم أيضا تقديم وصف تقني يتضمن معايير الإنشاءات ومبادئ فتح (الواجهة) واختيار الأجزاء وأجهزة التظليل.
تم وصف الإمكانيات والقيود المفروضة للنظام وتم أيضا تقديم المزايا والعيوب. تم أيضا مناقشة استراتيجيات التحكم بمحاكيات ضوء النهار. أخيرا، تم تدوين وصف وجيز لما يقارب من 50 حالة، من أجل تقديم تقرير مكتوب إلى SCH IEA، المهمة 34/ECBCS الملحق 43، تم إضافة وصف شامل لطرق ومناهج النمذجة من أجل DFS في تقرير المراجعة المكتوب الحالي (في 2006)، وتغطي قضايا النمذجة بما في ذلك تدفق الهواء والمحاكاة الحرارية. تم تنفيذ تحليل لأنواع مختلفة من ا الواجهات ذات الغلاف المزدوج في أطروحة الدكتوراه الخاصة به، وتم استخلاص الاستنتاجات حول الظروف المناخية الشمالية.